# Tekliny
Tekliny – część wsi Marcjanów w Polsce, położona w województwie wielkopolskim, w powiecie kaliskim, w gminie Szczytniki.
W latach 1975–1998 Tekliny należały administracyjnie do województwa kaliskiego.